# بخش هایلاکندی
بخش هایلاکندی (به انگلیسی: Hailakandi district) یک منطقهٔ مسکونی در هند است که در باراک ولی واقع شده‌است. بخش هایلاکندی ۱٬۳۲۷ کیلومتر مربع مساحت و ۶۵۹٬۲۹۶ نفر جمعیت دارد و ۲۱ متر بالاتر از سطح دریا واقع شده‌است.